# يوتاكا تاناكا
يوتاكا تاناكا (باليابانية: 田中ユタカ؛ بالكانا: たなか ユタカ) هو مانغاكا ياباني، ولد في 8 سبتمبر 1966 في أوساكا في اليابان.

## وصلات خارجية
- يوتاكا تاناكا على موقع ANN person (الإنجليزية)

- الموقع الرسمي